# 에드먼드 랜돌프
에드먼드 제닝스 랜돌프(영어: Edmund Jennings Randolph, (1753년 8월 10일 ~ 1813년 9월 12일)은 미국의 변호사, 버지니아의 7대 주지사, 2대 국무부 장관, 미국 초대 변호사 회장을 역임했다.

## 생애
에드먼드 랜돌프는 버지니아 식민지 윌리엄스버그 타제웰 홀에서 태어나 윌리엄 앤 메리 대학교에서 법률을 배웠다. 대학 졸업 후 그는 아버지 존 랜돌프 법률 사무소에서 변호사를 시작했다. 1775년 미국 독립 전쟁 이 시작되자 랜돌프의 동료들은 대부분 영국에 귀국했지만, 에드먼드는 조지 워싱턴 장군의 부관으로 대륙군에 참가했다.
삼촌 페이튼 랜돌프가 죽을 때 토지의 지정 유언 집행자로 지명된 그는 버지니아에 갔다. 그곳에서 그는 제헌 회의에 대표로 선발되었다. 이후 윌리엄스버그의 시장, 그 후에 새로운 주 정부에서 초대 주 법무 장관을 지냈다.
랜돌프는 1779년에 대륙 회의에 대표로 뽑혀 1782까지 같은 업무를 맡았다. 이 기간에 그는 개인적인 사법 문제를 처리, 특히 조지 워싱턴을 위한 수많은 법적 문제를 처리했다.
랜돌프는 1786년에 버지니아의 주지사로 선정되어 같은 해 애너폴리스 협정에 대표단을 이끌고 버지니아 안을 도입했다. 그 후 그는 헌법 제정 회의에 대표로 노예의 수입에 반대하고 중앙 정부의 강한 의향 아래 국가의 다양한 부분에서 세 명의 최고 행정관 계획을 주장했다. 또한 그는 "세부위원회"의 멤버로, 헌법의 최종 버전을 완성하는 작업에 참여했다. 그러나 랜돌프는 헌법의 발효에 따른 정치 형태가 불충분한 견제와 균형에 연결된다고 생각하고 최종 서명을 거절하면서 1787년 10월에 반대 성명을 발표했다. 하지만 그는 1788년 당시 채용의 필요성을 느끼고 비준했다.
그는 1789년 9월 법무 장관에 임명되었다. 토머스 제퍼슨과 알렉산더 해밀턴의 불화 속에서 그는 중립적 입장을 유지했다. 제퍼슨이 1793년에 국무 장관을 사임했을 때, 그는 그 뒤를 이어 제 2대 국무 장관에 취임했다. 같은 기간 동안 그는 프랑스와 영국의 이익 사이에서 양측의 경멸을 받으면서도 엄격한 중립을 유지했다.
랜돌프는 1794년에 런던에 존 제이를 파견할 때 직무 지침을 말했지만 그것은 무시되었다. 제이가 체결한 조약은 랜돌프에 프랑스와 연방당 모두 진정하게 했지만, 대부분은 실패했다.
그의 국무 장관의 임기 종료 직전에 핑크니 조약의 협상은 끝났다.
프랑스 서한을 방해한 스캔들은 랜돌프의 뇌물 수수를 암시하여 1795년 8월 사직으로 이어졌다고 하지만, 그것을 증명하는 근거는 발견되지 않았다.
사직 후 그는 버지니아로 돌아 변호사를 재개했다. 그가 다룬 유명한 사건은 1807년 애런 버의 반역 재판에서 변호사였다.
1813년 9월 12일, 랜돌프는 마비증세로 고통을 받다가 버지니아 클라크 카운티 밀우드 근처 친구의 집인 너대니얼 버웰의 카터 홀에서 60세의 나이로 사망했다. 그는 근처의 버웰 가족 묘지 오울드 채펄에 묻혔다.

## 역대 선거 결과
| 선거명      | 직책명          | 대수 | 정당         | 득표율  | 득표수 | 결과 | 당락                 |
| ----------- | --------------- | ---- | ------------ | ------- | ------ | ---- | -------------------- |
| 1786년 선거 | 버지니아 주지사 | 7대  | 연방주의자당 | 100.00% | 1표    | 1위  | 버지니아 주지사 당선 |
| 1787년 선거 | 버지니아 주지사 | 7대  | 연방주의자당 | 100.00% | 1표    | 1위  | 버지니아 주지사 당선 |